# Tanjung Atap Barat
Tanjung Atap Barat is een bestuurslaag in het regentschap Ogan Ilir van de provincie Zuid-Sumatra, Indonesië. Tanjung Atap Barat telt 1636 inwoners (volkstelling 2010).